# Joachim Wedell-Wedellsborg (officer)
 Der er flere personer med dette navn, se Joachim Wedell-Wedellsborg (amtmand).
Joachim Godske (Georg) baron Wedell-Wedellsborg (født 24. januar 1785 på Wedellsborg, død 17. juli 1860 sammesteds) var en dansk officer og godsejer, bror til bl.a. Adam Ditlev, Ferdinand og lensgreve Hannibal Wilhelm Wedell. Han var far til agronomen Gustav Wedell-Wedellsborg og amtmanden Vilhelm Wedell-Wedellsborg.

## Karriere
Hans forældre var amtmand, lensgreve Ludvig Frederik Wedell til grevskabet Wedellsborg (1753-1817) og Frederikke Juliane Louise von Klingenberg (1755-1833). Som så mange af slægtens yngre sønner blev han bestemt til krigerstanden, og allerede i sit 5. år blev han kornet i Fynske lette Dragoner. Sin barndom tilbragte han i øvrigt i sit fædrenehjem; efter at have taget officerseksamen i København afgik han til sit regiment, til hvilket han forblev knyttet i over et halvt århundrede. Wedell-Wedellsborg fik kornetpatent 1790, blev 1797 karakteriseret, 1803 virkelig sekondløjtnant i rytteriet og fik 1804 reserveret premierløjtnants karakter, men først 1806 kom han til virkelig tjeneste. 1809 fik han reserveret ritmesters anciennitet, blev 1812 virkelig premierløjtnant, året efter sekondritmester og kommandør for Fynske ridende Jægerkorps, som han under Englandskrigene lå med i Sønderjylland. 1816 gik Wedell-Wedellsborg à la suite for at bestyre sit gods Sønderskov i Jylland, men de vanskelige pengeforhold nødte ham til efter et par års forløb at sælge gård og gods med stort tab. Indtrådt i sit gamle regiment blev han 1825 eskadronchef, året efter karakteriseret major, 1827 premiermajor, 1832 karakteriseret, 1837 virkelig oberstløjtnant, fik 1841 obersts karakter, blev 1842 regimentschef, marts 1848 generalmajor og brigadekommandør for 1. kavaleribrigade i Odense.

## Under Treårskrigen
Da oprøret udbrød kort derefter, var der blandt generalerne kun en eneste, der øjeblikkelig attråede kommando under den unge, nys udnævnte general Hans Hedemann, og denne ene var Wedell-Wedellsborg. Han fik sit ønske opfyldt og blev chef for kavaleriet i det nørrejyske armékorps. Ankommet til Kolding før Hedemann tøvede han ikke, men rykkede straks ind i Sønderjylland, hvorved det lykkedes at få de allerede til Aabenraa fremtrængte insurgenter til atter at forlade denne by. Denne heldige begyndelse af krigen gjorde et overmåde godt indtryk på nationen. Krigsminister A.F. Tscherning skrev fra København til Wedell-Wedellsborg: "Deres raske Adfærd har intet ladet tilbage at ønske; Deres Navn klinger godt her i Byen hos Folket som hos Kongen." Men hans iver og energi blev dog hæmmet af Tscherning, der forbød videre fremrykning mod syd. Efter kampen ved Bov, hvori Wedell-Wedellsborg deltog som rytterfører, blev han designeret til chef for et højre flankekorps i den nordvestlige del af Sønderjylland, men udfaldet af slaget ved Slesvig kuldkastede denne plan, og det blev hans opgave, medens hærens hovedstyrke gik til Als, at føre et mindre korps, bestående navnlig af kavaleri, tilbage over Kongeåen og til Fyn.

## Senere virke
I maj 1848 afgav Wedell-Wedellsborg kavaleribrigaden til oberst Adolph Juel og overtog generalkommandoen på Fyn. Ordren til at fratræde den aktive kommando var et offer til den altid bevægelige folkestemning. Den havde tiljublet ham for et par måneder siden, og nu tilskrev den ham den mangel på kraftig virksomhed, som jo kun havde været en nødvendig følge af de forandrede forhold, der ikke faldt ham til last. Under hele krigen forblev han kommanderende general på Fyn, hvorefter han atter overtog sin kavaleribrigade. Den smukke, stadselige mand nød på grund af sin militære dygtighed, sin noble karakter og sjældne Humanitet fra alle sider ubetinget agtelse og tillid. Herpå erholdt han et afgørende bevis, da han, den snart 70-årige mand, i 1853 blev præses for en kommission til udarbejdelse af et nyt eksercerreglement for kavaleriet. Resultatet af dette arbejde vidnede om en for en mand i hans alder ualmindelig fordomsfrihed og modtagelighed for nye ideer.
1828 var han blevet Ridder af Dannebrog, 1840 Dannebrogsmand, 1848 Kommandør og 1854 benådedes han med Storkorset, men allerede 1856 søgte han sin afsked, der blev tilstået ham som generalløjtnant. 1843 blev han kammerherre. Han døde 17. juli 1860 på sit fødested Wedellsborg.

## Familie
Han blev gift 28. juli 1812 på Hverringe med Gregersine Olave Juel (19. december 1794 på Hverringe – 30. november 1867 i København), datter af kammerherre, oberst Hans Rudolph Juel til Hverringe (1773-1857) og Maren Berg (1769-1850, gift 1. gang 1815 med sognepræst i Kongsberg, senere i Øiestad, Andreas Bonnevie, 1782-1833). Børn:
1. Frederik Julius baron Wedell-Wedellsborg (1814-1901)
2. Hans Rudolph baron Wedell-Wedellsborg (12. december 1825 i Odense – 10. april 1871 på Vallø Slot)
3. Vilhelm Ferdinand baron Wedell-Wedellsborg (1827-1914)
4. Gustav Joachim baron Wedell-Wedellsborg (1829-1903)
5. Marie Frederikke Rudolphine Amalie baronesse Wedell-Wedellsborg (2. marts 1834 i Odense – 16. juni 1905 på Østergård, Fjellerup Sogn), gift med Niels Rudolph Juel (1830-1878)

Han er begravet på Husby Kirkegård.
Der findes et portrætmaleri af N.P. Holbech fra 1850, efter dette litografi af I.W. Tegner & Kittendorff. Afbildet på A. Behrends maleri fra 1853, af de svenske tropper 1848 og på gruppebillede malet af F.L. Storch samme år (Ravnholt).